# Крамаров, Владимир Саввич
Владимир Саввич Крамаров (05.12.1906-06.05.1987) — советский учёный в области технологии и организации ремонта с.-х. техники, член-корреспондент ВАСХНИЛ (1956).

## Биография
Родился 22 ноября (5 декабря) 1906 года в г. Белая Церковь Киевской губернии. Окончил Киевский институт механизации и электрификации сельского хозяйства (1929).
- 1929—1930 инженер-механик Днепропетровского зерносовхоза,
- 1930—1932 старший инженер ремонтного управления Зернотреста.
- 1932—1949 заведующий кафедрой ремонта машин Московского института механизации и электрификации сельского хозяйства.
- 1949—1951 старший научный сотрудник ВНИИ механизации и электрификации сельского хозяйства.
- 1951—1959 заведующий кафедрой ремонта машин (1951—1953), проректор по учебной работе (1953—1957), с 1957 ректор Украинской с.-х. академии.
- 1960—1969 директор Украинского НИИ механизации и электрификации сельского хозяйства.
- 1970—1987 заведующий кафедрой (1970—1977), с 1977 профессор-консультант кафедры ремонта машин Украинской с.-х. академии.

Доктор технических наук (1948), профессор (1949), член-корреспондент ВАСХНИЛ (1956).
Разработчик теоретических основ и методики инженерного расчета и проектирования специализированных ремонтных предприятий. Руководил разработкой технологии восстановления ряда деталей тракторов и с.-х. машин путем пластической деформации без нагрева.
Награждён 3 орденами Трудового Красного Знамени (1945, 1954, 1959), орденом «Знак Почёта» (1966), медалями СССР и ВДНХ.
Сочинения:
- Технология ремонта тракторов, автомобилей и сельскохозяйственных машин: учеб. для механиков МТС и МТМ. — М.: Сельхозгиз, 1938. — 375 с. — (Учеб. и учеб. пособия для подготовки с.-х. кадров массовой квалификации).
- Механізація робіт у рослинництвi / соавт.: К.I. Односума та iнш. — Київ: Урожай, 1969. — 330 с. — (Б-ка агронома).